# Ислам Гръчки
Ислам Гръчки (на хърватски: Islam Grčki) е село в южната част на Хърватия, Задарска жупания. Намира се в областта Равни котари на 20 км от Задар и само на 3 км от адриатическото крайбрежие. Населението възлиза на 150 жители през 2011 г.
Името на селото идва от турски език Saddislam, „Стената на Исляма“, тъй като тук е свършвала границата с Османската империя. През XVIII век селото се разделя на две части като тази, в която остават да живеят православните християни, получава името Ислам Гръчки, а другата, в която населението изповядва католицизъм, става Ислам Латински.
На това място в миналото е имало друго село с името Качина Горица, владение на аристократичния род Качичи.
През XVI и XVII век селото е укрепление на ускоците. Един от най-прославените от тях, Стоян Янкович Митрович, построява след Кандийската война в средата на XVII век известната Кула на Стоян, която е разрушена през Хърватската война за независимост (1993 г.), но е възстановена през 2012 г.
Друга забележителност на селото е православната църква Св. Георги от 1675 г., известна още като „Църквата на Янкович“.